# Can Bolós (Montagut i Oix)
Can Bolòs, també coneguda per la gent del país amb el nom de Can Ferrussola, és una masia al nord-oest del nucli de Montagut (la Garrotxa) inclosa a l'Inventari del Patrimoni Arquitectònic de Catalunya. És de planta rectangular i té un ampli teulat a dues aigües amb els vessants vers les façanes laterals. Cal destacar la façana de migdia, amb tres grans arcs de mig punt als baixos, que sustenten l'eixida del primer pis al qual s'accedeix mitjançant alguna de les tres obertures rectangulars que presenta. A les golfes també hi ha tres finestres de conformades per arcs de mig punt. Els murs de Can Bolòs estan emblanquinats llevat dels carreus visibles de les cantonades i les obertures. Fa poc, el mas ha estat objecte d'una acurada restauració. Al seu costat hi ha una àmplia pallissa de dos pisos amb teulat a dues aigües.